# Oberheim OB-X
L'Oberheim OB-X est un synthétiseur analogique de la marque Oberheim, commercialisé à partir de 1979.
Il s'agit d'un synthétiseur monotimbral, doté de 2 oscillateurs, un clavier de 61 touches et 32 mémoires, pour une polyphonie de 4, 6 ou 8 voix. Sa commercialisation a été arrêtée en 1981.
Il a été utilisé par de nombreux groupes et musiciens, dont Van Halen dans 1984, Laurie Anderson, Prince, Queen dans la chanson Play the Game, Supertramp (…Famous Last Words…), Ultravox, Styx et Jean Michel Jarre, sur l'album Les Chants magnétiques en particulier.
La société SonicProjects a créé une émulation VST de l'OB-X, appelée OP-X.